# Capella Tower
Capella Tower (también conocido como 225 South Sixth) es un rascacielos situado en Minneapolis, Minnesota, Estados Unidos. El edificio abrió en 1992 como First Bank Place siendo el cuartel general de First Bank System. En 1997, First Bank System adquirió US Bancorp y el nombre del edificio fue cambiado a US Bancorp Place. El cuartel general de US Bancorp se trasladó a US Bancorp Center en 2000, y el nombre de la torre cambió a 225 South 6th Street. En marzo de 2009, el edificio tomó su nombre actual. 
La clasificación de este edificio como el más alto de Minneapolis está en disputa. Se considera usualmente que IDS Center es un pie más alto, incluso por los dueños de Capella Tower. Se dijo inicialmente que sería construida un pie más bajo por respeto a IDS Center; sin embargo, en 2005, se reveló que los contratistas añadieron subrepticiamente 14 pulgadas a la altura de Capella, convirtiéndola entonces más alta que la azotea principal de IDS Center. En febrero de 2005, IDS contó una ventana de 16 pies (4.9 m) de altura construida en su azotea en 1979 como parte de su altura actual, haciéndola 14 pies (4 m) más alta que Capella Tower. Esta contradicción entre las medidas oficiales y las afirmaciones de relaciones públicas puede estar debida en alguna parte al "halo" que se extiende desde la azotea, aparentemente incluido en la altura oficial del edificio (aunque esto no está claro).
IDS es más alto en dos medidas. Las agujas de comunicaciones de IDS añaden una considerable suma de altura haciéndola 910 pies (277 m), y continua como el edificio más alto de Minneapolis midiendo el número de plantas (57 vs. 56; actualmente empatada como el primero con su vecino Wells Fargo Center).
El espacio de oficinas total del edificio es de 1 400 000 pies cuadrados (100 000 m²).

## Capella Tower

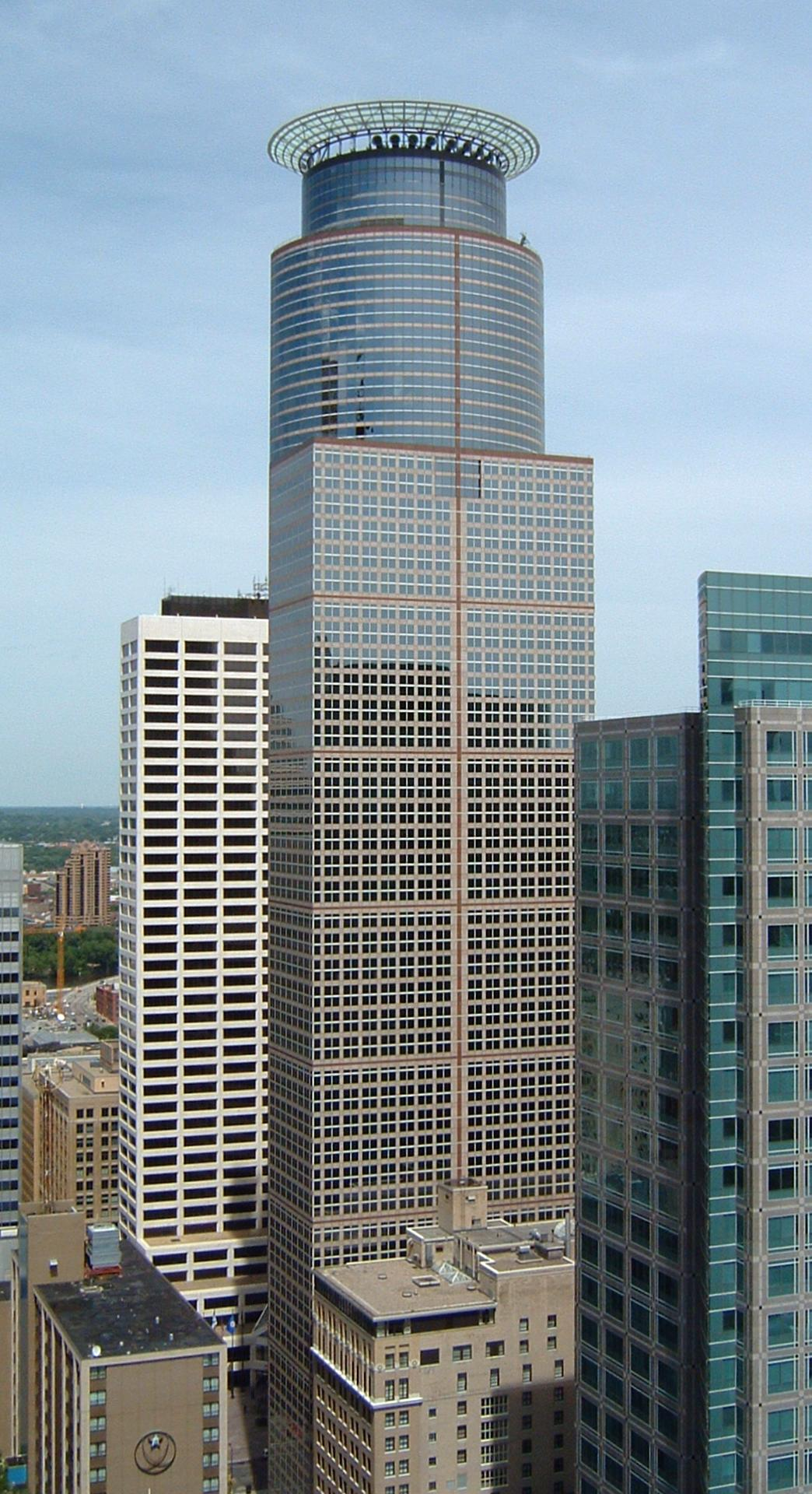
El edificio visto desde Foshay Tower

En marzo de 2008, Capella Education Co., ocupante por largo tiempo del edificio y dueña de la lucrativa Capella University en línea, firmó un alquiler que cambiaría el nombre de la torre a Capella Tower; el nombre del proyecto seguirá siendo Capella Tower. A partir de 2015, el nuevo alquiler expande la superficie de Capella en el edificio de 203 000 pies cuadrados (19 000 m²) a 400 000 pies cuadrados (37 000 m²), haciéndolo el inquilino más grande del edificio. Las instalaciones expandidas albergarán todos los 1.150 empleados de la compañía en downtown Minneapolis; como la escuela en línea no tiene aulas, el espacio alberga personal administrativo y facultad.  El cambio de nombre tuvo lugar en marzo de 2009.

## Diseño
El edificio de oficinas, diseñado por Pei, Cobb, Freed & Partners, es esquematizado en un emplazamiento en forma de L con la torre de 56 plantas conectada con Park Building, de 20 plantas, por un jardín de invierno en la esquina. El edificio combina cubos de seis plantas y varias torres redondas que repiten los diferentes estilos de los edificios en downtown Minneapolis. El semicírculo iluminado situado en lo más alto de la torre no es solo decorativo, sino que también alberga la red de comunicaciones de la antena. Este detalle ha dado al edificio el sobrenombre de "Halo Building".